# ツチクラゲ
ツチクラゲ（土水母、学名: Rhizina undulata）は、子嚢菌門チャワンタケ目のツチクラゲ科ツチクラゲ属に分類される中型から大型のキノコ（菌類）の一種である。

## 形態
子実体は柄を欠き、皿を伏せたような歪んだ円盤状をなし、しばしば数個が融合して形成される。縁が下方に屈曲して中心付近が盛り上がっている。上側の表面は子実層面で、濃い赤褐色ないしクリ褐色で、なめらかな緩い波状の凹凸があり、古くなると紫褐色を帯び、多少の光沢をあらわすことがある。周縁部は、しばしば淡色になり、縁は不規則に切れ込むとともに波状にうねっている。裏面は黄土色を呈する場合が多く、細かいしわがあり、太く短い根状の菌糸束を仮根状に伸ばす。肉は薄くもろい肉質で砕けやすく、灰黄褐色で傷つけても変色せず、味やにおいには特徴的なものはない。
胞子紋はほぼ白色を呈する。胞子は初めは楕円形で無色・薄壁、二個の油滴を含むが、成熟すれば両極に一つずつの短いキャップ状の突起を生じることが特徴で淡褐色を帯び、壁もやや厚みを増す。
子嚢は細長い円筒状をなし、やや厚壁で無色、ヨウ素溶液で全体が淡黄褐色に染まるが青色を呈する（アミロイド性を示す）ことはなく、内部に8個の胞子を形成する。子嚢どうしの間隙には、先端が僅かに膨らんだ不稔菌糸である側糸が無数に混在する。側糸は通常は分岐を欠き、少数の隔壁を備え、淡褐色の内容物を含み、古い子実体では側糸先端部から樹脂状で赤褐色の物質を分泌し、しばしば互いに膠着する。子実体の組織はあまり顕著に分化せず、肉はしばしば中途で球嚢状に膨れた菌糸で構成され、子実体の周縁部においては細くて繰り返し分岐する菌糸が混在する。

## 生態
夏から秋にかけて、特にマツ属（アカマツ・クロマツなど）、ときにカラマツ属・モミ属などの、針葉樹の林内地上（特に山火事跡・焚き火跡などの周辺）に群生する。
このキノコは、特に焚き火で傷んだアカマツの根から侵入して多数発生し、アカマツを集団で枯死させる病原菌である。頻度は小さいが、地中にある針葉樹の生きた根に侵入してこれを腐らせ、地上部をも枯死させる病害菌の一つとして知られ、特に稚樹に対する病原性が著しい。ただし、絶対寄生性ではなく、針葉樹の枯れた根や材などを分解して資化する腐生菌としての性質をも併せ持っている。また、樹木の細根に外生菌根を形成する他のきのことの間で生態的拮抗を起こすともされている。

## 生理的性質
子実体は、林床のうちでも、山火事跡や焚き火跡など高熱を受けた箇所に好んで生える。胞子は常温では発芽しにくいが、水に懸濁させた後に40℃前後でおよそ12時間処理すると一斉に発芽を開始する。処理温度が45℃であれば、発芽開始はさらに促進される（約4時間程度）という。宿主となり得る針葉樹からなる森林の付近で溶融アスファルトによる舗装工事を行うことによっても、林内でのツチクラゲの胞子発芽が誘引され得る事実が指摘されている。一方、常温下では、胞子は時に2年程度にわたって生き続ける。
ツチクラゲはホモタリズム(自家和合性)を示し、単一の胞子が出芽して形成された菌糸が、他の胞子由来の菌糸と接合することなく生活環をまっとうする。菌糸の発育の至適条件は20ないし25℃・pH3ないし6であるとされ、アルカリ性の培地では生育は不良である。セルラーゼおよびペクチナーゼを産生する能力を有し、これらの酵素によって、宿主となる樹木の細胞内に侵入するのではないかと推定されている。
リトアニアにおいて、五ヶ所の焼け跡（互いに20-40 km離れている）から得られたツチクラゲの菌株 103株は、和合性の有無によって14群（ジェネット）に分けられた。うち13群は2-48株ずつを含み、3群は複数（2-4ヵ所）の焼け跡に共通して出現した。また、もっとも大きな群では、林床において7 m程度の面積をおおって生育がみられたという。

## 分布
温帯域（マツ科の樹木が分布する地域）に広く産する。日本では、明治44年（1911年）8月5日に日光付近で採集されたのが最初であるが、それ以外の各地にも比較的普通に見出される。

## 類似種
子実体の外観はシャグマアミガサタケの頭部にやや類似しており、主に針葉樹林に発生することで共通するが、シャグマアミガサタケが明らかな柄を備え、おもに春季に発生するのに対し、ツチクラゲは完全に柄を欠き、その発生時期は厳冬期を除いて周年におよぶ。さらに、顕微鏡的特長（特に側糸の形質）においても異なっている。

## 分類学上の位置づけ
従来はシャグマアミガサタケなどとともにノボリリュウタケ科に置かれてきたが、最近の分子系統学的な解析結果に加え、胞子や側糸の形態的相違、あるいは条件的とはいえ樹木への寄生性を有することなどから、独立したツチクラゲ科に移された。また、同時に、ツチクラゲはPsilopezia 属（かつてはピロネマ科 Pyronemataceaeに置かれていた）とともに、ピロネマ科・クロチャワンタケ科（Sarcosomataceae）・キリノミタケ科（Chorioactaceae）・ベニチャワンタケ科（Sacroscyphaceae）およびキチャワンタケ科（Caloscyphaceae）などの祖先型であろうとも推定されている。

## 樹病学的対応

### 診断
宿主の樹木周辺の地上に子実体が形成されていれば、容易に診断がつくが、そうでない場合はまず樹勢でおおまかな判断を行い、さらに根際の樹皮から樹脂が漏出していないかどうかを確認する（樹脂の滲出は、病原体その他のストレスに対する樹木の防御反応の一つとして捉えることができる）。確実な診断には、感染が疑われる宿主樹木の細根を掘り取り、その断片をストレプトマイシンを添加したジャガイモ＝ショ糖寒天培地に接種して、ツチクラゲが分離されるかどうかを確かめるべきである。

### 林内からの病原体の捕捉確認
まず、宿主となる針葉樹の枝（長さ50 cm、径3 cm程度）の樹皮に、形成層に達する程度の深さの傷をつけ、これをスミチオン乳剤 (MEP) 50倍希釈液に10ないし20秒間浸漬する。風乾した後、林床に少なくとも30 cm程度の深さまで縦に打ち込み、20日ないし40日後に再び掘り上げ、ツチクラゲの根状菌糸束の存在や、ツチクラゲの感染に伴う樹枝の防御反応としての樹脂の滲出について目視で検査する。この試験によってツチクラゲに犯された生枝は、しばしばその表面に、ツチクラゲの根状菌糸束がまとわり着くのが観察され、あるいは枝の切断面において淡褐色の菌糸を認めることができる。感染が激しい場合には、枝の樹皮層は急激に腐敗・脱落するとともに、枝の形成層および靭皮層への菌糸の侵入が観察され、菌糸が死滅した後も迷路状の脱落痕が残る。

### 予防
土壌中で休眠している胞子の発芽を防ぐため、マツ科の樹木が主な構成樹種となっている樹林内（ないしはその周辺）での山火事発生の防止、および焚き火の禁止を徹底することが重要である。

## 食・毒性
本種によると断定された食中毒の例はない。長沢栄史『日本の毒きのこ』（2009年）によれば、毒成分は不明だが、生で食べると胃腸系の中毒症状を起こすとされる。ただそもそも、肉質がもろくて薄く発生量も少ないために、食用に供されている例も知られていない。